# Ugyen Academy FC
Der Ugyen Academy Football Club ist ein bhutanischer Fußballklub mit Sitz in der Kleinstadt Punakha im gleichnamigen Distrikt. Der Klub war in der Saison 2012/13 Gründungsmitglied der National League. Der Fußballklub wurde gleichzeitig mit der gleichnamigen Schule gegründet.

## Geschichte

### Gründung bis erste Meisterschaft
Der Klub wurde im Jahr 2002 gegründet. Zur Saison 2012/13 stieg er in die neu eingeführte National League auf. Am Ende dieser Spielzeit konnte die Mannschaft mit 17 Punkten den dritten Platz für sich verbuchen. Eine Saison später gelang schließlich mit 21 Punkten direkt in der zweiten Saison auch die Meisterschaft. Damit qualifizierte sich der Klub auch für den AFC President’s Cup 2014, welche zudem auch die letzte Ausgabe dieses Wettbewerbs war. Die Mannschaft wurde in die Gruppe A gelost wo sie auf den Sheikh Russel KC auf Bangladesch, den Air Force SC aus Sri Lanka und KRL aus Pakistan traf. In jedem Spiel gegen die anderen Teams konnte der Klub am Ende aber keinen einzigen Punkt erzielen und fuhr mit einem Torverhältnis von −8 wieder nach Hause, wobei ebenfalls auch kein einziges Tor selber erzielt werden konnte.

### Heutige Zeit
Am Ende der Folgesaison schnüffelte die Mannschaft schon am Titel, verpasste diesen dann am Saisonende jedoch bei gleicher Punktzahl von 22 Zählern, aufgrund des schlechteren Torverhältnisses zum Druk United FC. Die Saison 2015 ging dann mit 14 Punkten auf dem vierten Platz noch schlechter zu Ende. Eine weitere Spielzeit später waren es dann mit 14 Punkten nur noch der fünfte Platz. Der Trend nach unten konnte jedoch am Ende der Saison 2017 mit 16 Punkten über den dritten Platz erst einmal gestoppt werden. Mit einem Punkt mehr als in der Vorsaison gelang nach der nächsten Spielzeit dann aber nur noch der vierte Platz.
Zur Saison 2019 wurde dann die Liga in die Premier League umgewandelt und mit mehr Mannschaften befüllt. Dadurch konnte der Klub wieder mehr Punkte sammeln, sich am Ende in seiner Position nicht verbessern und landete erneut nur auf dem vierten Platz.

## Erfolge
- Meister der National League: 2013